# Arsenura armida
Arsenura armida är en fjärilsart som beskrevs av Pieter Cramer 1780. Arsenura armida ingår i släktet Arsenura och familjen påfågelsspinnare. Inga underarter finns listade i Catalogue of Life.

## Bildgalleri

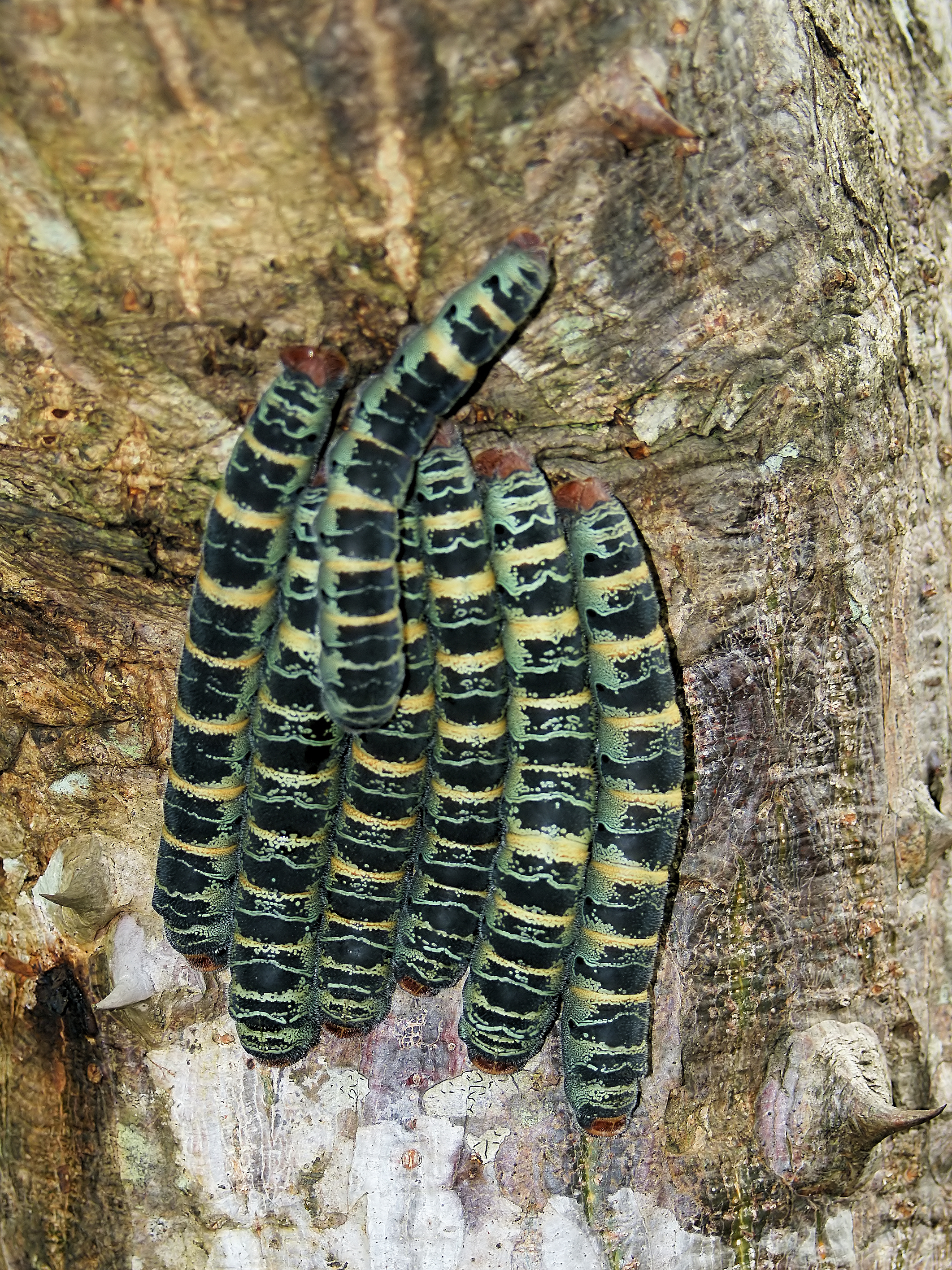
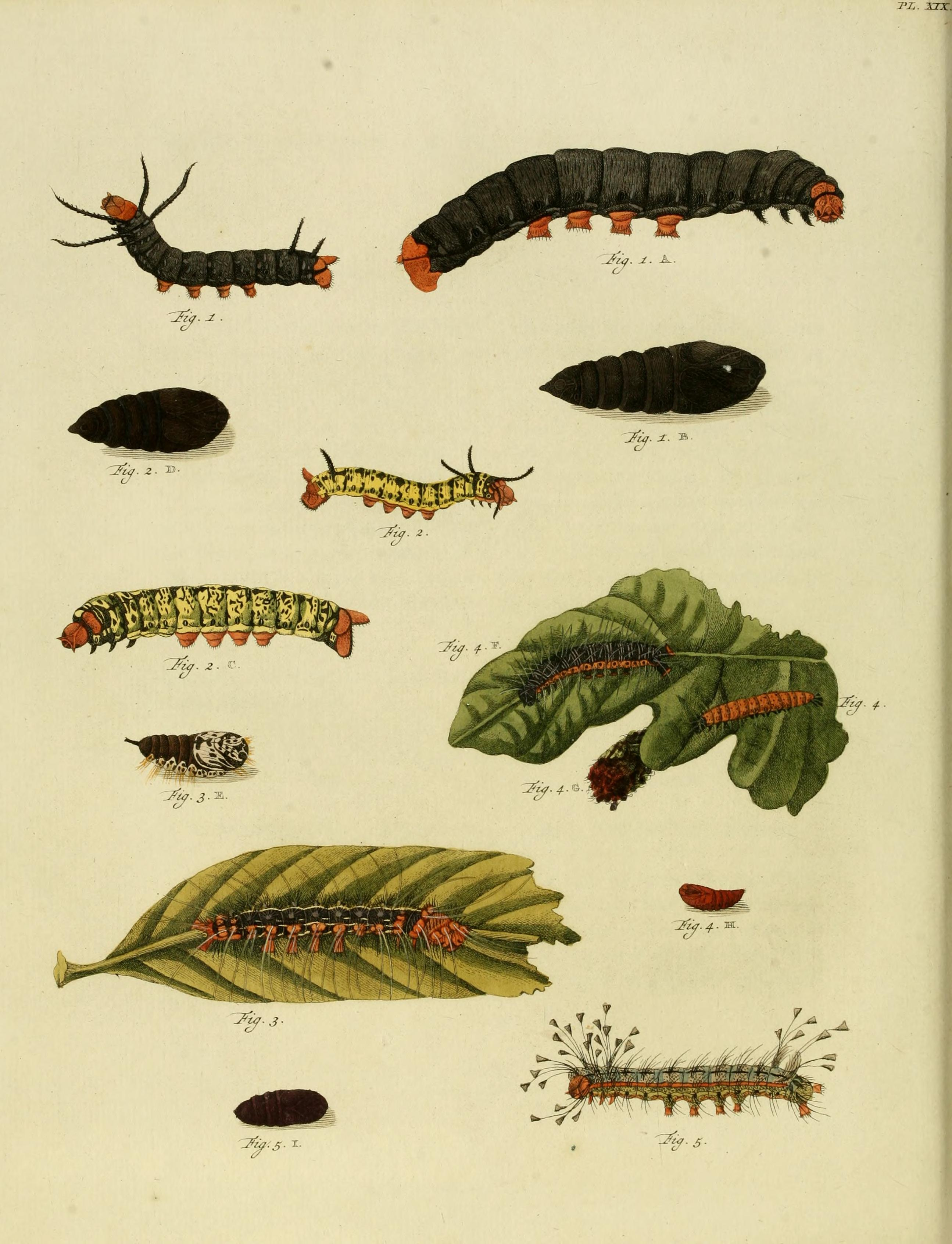
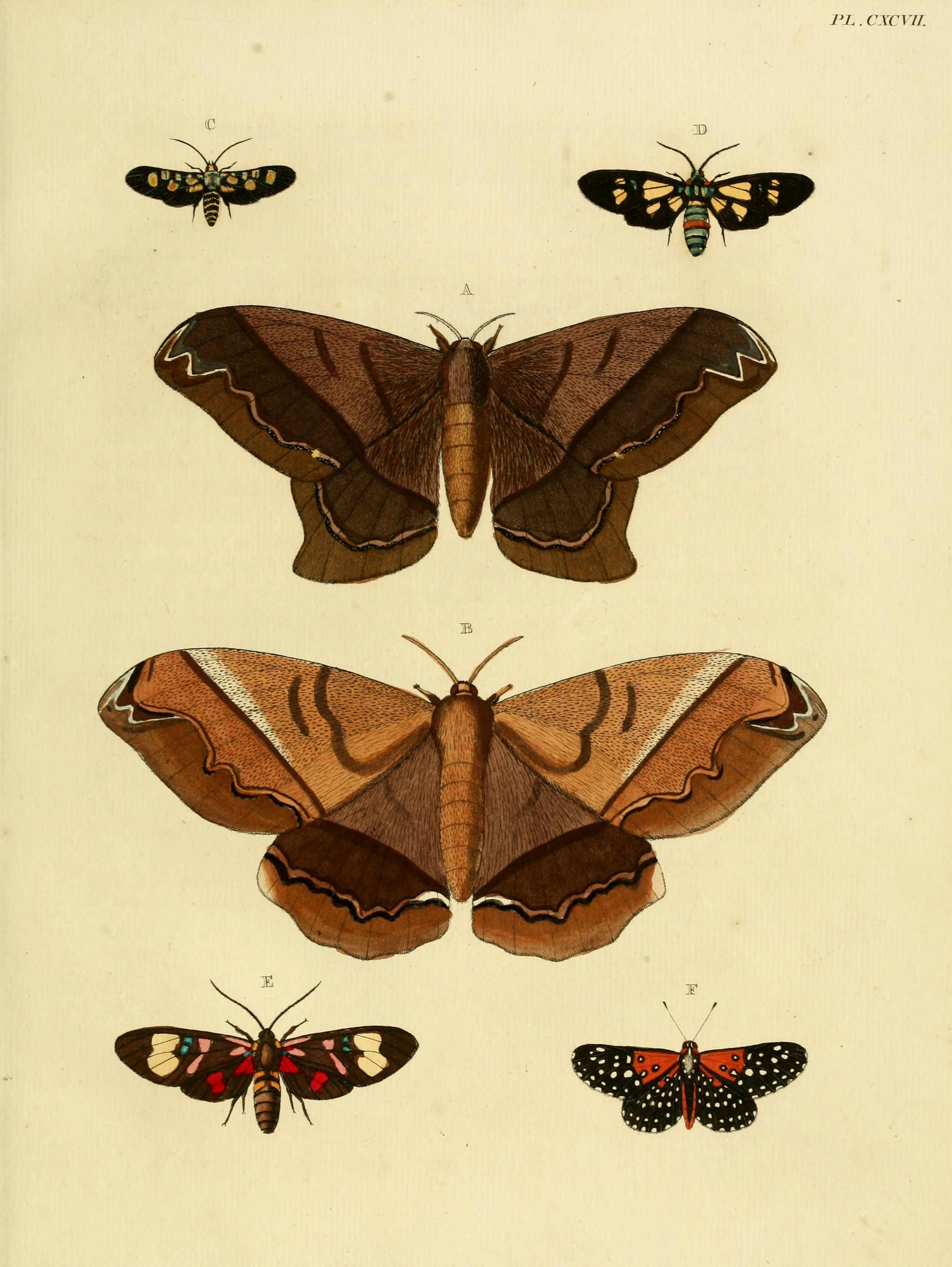